# Авраменко Олег Євгенович
Олег Євгенович Авраменко (25 вересня 1967, Херсон — 27 лютого 2018, Херсон) — український письменник-фантаст, журналіст і перекладач.

## Біографічні дані
Народився і жив у Херсоні. Після сьомого класу вступив до Київської фізико-математичної школи-інтернату, був призером всеукраїнських фізичних олімпіад. Від 1985 року навчався на фізичному факультеті Київського державного університету імені Тараса Шевченка, але після третього курсу, склавши іспити на «відмінно», раптом покинув навчання і став журналістом. Від листопада 1989 до травня 1990 року співпрацював з деякими опозиційними виданнями і випускав «самвидавську» газету «Центральна Рада» (позаструктурне видання Української Гельсінської спілки). 
 Потім залишив журналістику і наприкінці 1990 року став писати фантастику. Спочатку перебивався випадковими заробітками, складаючи та налагоджуючи комп'ютери.

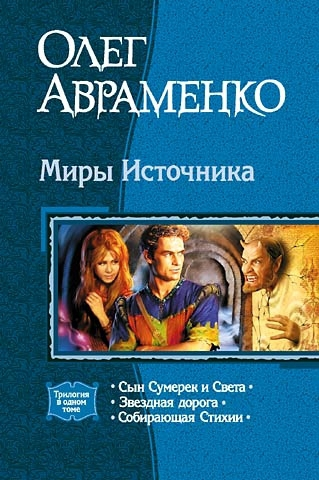
Обкладинка трилогії «Світи Джерела» Москва, 2006 рік.

## Творчість
Перший роман — «Принц Галлії» — написав українською мовою. Це альтернативна історія, у якій Римська імперія в 541 році виявилася відновленою Корнелієм Юлієм Абруцці. Цей нащадок божественного Октавіана Августа об'єднав всі італійські землі в одну державу, а потім скорив усю Європу і переміг орди хана Батия. 1993 роман перекладено російською мовою.

Перша публікація — оповідання «Я, мій чорт і…» (1991, українською мовою). Після довгого мовчання у вересні 1996 друком вийшла російською мовою його перша книга «Син Сутінків і Світла». Цей роман є першою частиною циклу письменника «Світи Джерела» і тут одною назвою були об'єднані два романи Авраменка — «Син Сутінок і Світла» і «Хазяйка Джерела». Ці твори — суміш наукової фантастики та фентезі, яку деякі критики називають «наукове фентезі». Герой книги —- принц Артур, син короля Утера, володаря Дому Світла, і принцеси Юнони з Сутінків — довідується про існування третьої, крім Порядку і Хаосу, всесвітньої Стихії — так званого Джерела, пошуками якого він і займається. Першу книгу продовжили романи «Зоряна дорога» (1997), «Збирачка Стихій» (1999, опублікований 2005) і «Протекторат» (2001) — щоправда, останній лише дотично стосується циклу і не є сюжетним продовженням попередніх книжок.

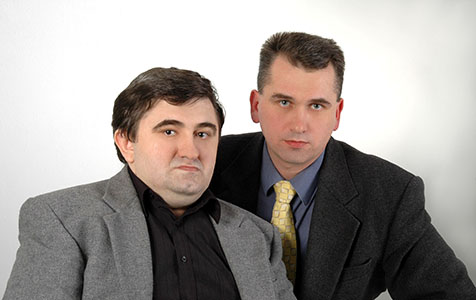
Олег Авраменко та його брат Валентин — співавтор декількох книг.

У 1997—1998 роках видається історична фентезійна дилогія «Легенда про Карсідара», написана в співавторстві з Тимуром Литовченком під колективним псевдонімом «Андрій Давидов». Ця стандартна стрілялка-бродилка з могутнім героєм, воїном і магом Карсідаром, який спочатку протистоїть у Київ-Граді татаро-монгольським полчищам, а потім хрестоносцям гросмейстера ордена «Воїнів Христових» Гартмана фон Ґете, повинна була мати продовження, але авторський дует розпався.
Після серпневого дефолта 1998 в РФ в Авраменка два роки нічого не видавалося, а потім у 2000 році вийшли одразу два його романи «Всі Грані світу» і «Грані Нижнього світу» (робоча назва книги — «Коли ти дивишся в безодню»), що склали дилогію «Грані». Її герой Владислав підбирає на вулиці бродячого кота Леопольда, який вмів говорити, мав паранормальні якості, був жителем іншого світу. За допомогою незвичайного кота Владислав і його дружина Інна переносяться в цілу систему паралельних світів, де вони стають могутніми чаклунами — вищими магами.
2001, 2002 і 2003 роки ознаменувалися двома дилогіями. Перша з них — «Зорі в долонях» — космічна опера, дія якої відбувається аж у XXXVI столітті, коли Галактика для людства стала набагато ближчою, а проблеми війни і миру стали поняттям не планетарним, а космічним. Коаліція інопланетних цивілізацій вирішила знищити людство як вид, і тоді люди взялися за зброю. Друга дилогія «Коннори і Послідовники» розповідає про те, що в процесі еволюції виникли люди, які можуть керувати фундаментальними силами світобудови, тобто чаклуни. Через страх та інші мотиви, народ, церква, держава і всесильні Послідовники викорінили магічні здібності. Магія зникла і переселилася на сторінки художніх книг. До пори до часу…
У романі «Реальна загроза» (2004) головний герой — молодий лейтенант космічних сил Олександр Шнайдер, син давно загиблого заколотника-адмірала — потрапляє на далеку планету Ютланд, де несподівано опиняється в епіцентрі майбутньої міжпланетної війни.
Від 2003 книжки Олега Авраменка за участі його брата Валентина починають видаватися й українською мовою — «Сутінки Великих» (2003), «Жменя вічності» (2004), а в 2005 році нарешті вийшов друком «Принц Галлії» — хронологічно перший роман письменника.
Після перевидання «Сина Сутінків і Світла» і «Зоряного шляху», а також довгоочікуваної публікації «Збирачки Стихій» (2004), Авраменко повертається до циклу «Світи Джерела» і пише роман «Наступник Громовержця» (виданий 2006 року), який нарешті сюжетно поєднує три книжки основного циклу з романом «Протекторат». Шостою книгою циклу стала написана у 2009 році «Резонанс Буття», а 2010-го закінчує «Заборонені чари» де було наполовину перероблено виданий російською у Харкові «Коннори і Послідовники», з поверненням первинного сюжету. Наприкінці 2012 року у світ російською мовою вийшов роман «Небо, повне зірок», написаний у жанрі класичної наукової фантастики.
Олег Авраменко був людиною непублічною. Особисто з колегами та читачами востаннє спілкувався на «Інтерпресконі» в Петербурзі у 1997 році.
В останні роки життя почав також перекладати наукові роботи з фізики та математики, переклав українською мовою з англійської «Вступний курс квантової теорії поля» Майкла Пескіна та Джеральда Шредера. Крім української і російської володів також англійською, іспанською, французькою та польською мовами.

## Теми та мотиви творчості
Аналізуючи твори Авраменка, пані Опанасенко відмічає, що вони є нероздільним симбіозом фантастики і любовного роману. І дія в них, зазвичай, відбувається у світах, схожих на наш. Однак подібність ця оманлива. Так, наприклад, у романах циклу «Джерело Всесвіту» — з дитинства знайомі кожному імена носять люди, що мають дуже мало спільного зі своїми «земними прототипами». Звична географія може змінитися: так, раптом виявиться, що Логріс, батьківщина короля Артура, знаходиться на місці Північної Америки. А часи, які старанно маскуються під середньовіччя, здивують наявністю комп'ютерів і просунутих засобів зв'язку («відьма з комп'ютером — грізна сила»).
Для чого знадобилося переносити знакових персонажів історії та міфології в незвичні умови — Олег Авраменко пояснює в передмові до свого першого роману «Принц Галлії»: «Ще в XIX столітті ціла плеяда авторів на чолі з неперевершеними метрами жанру Александром Дюма і Вальтером Скоттом ґрунтовно „пролистали“ ціле друге тисячоліття, а в XX столітті, мабуть, лише Морісу Дрюону і Генріху Манну вдалося відшукати відносно вільні „ніші“. У сформованих обставинах залишається тільки два виходи (вірніше, три, третій — не писати зовсім). По-перше, можна влізти в чужу „вотчину“ і спробувати повалити авторитети — але справа це невдячна і, на моє тверде переконання, безнадійна. Куди простіше й чесніше відійти в бік і, набравшись терпіння, спочатку закласти фундамент, потім звести на ньому нову стіну, вбити в неї цвях, а вже після цього вішати свою картину. Тобто, створити власну історію, альтернативну нашій, але генетично пов'язану з нею. Врешті-решт, якщо придумуєш героїв, то чому б не дати волю уяві і заодно не придумати всю історію цілком?..»
Тому «Принц Галлії» являє собою «нетрадиційний історичний роман, де вигадані не окремі дійові особи, а всі без винятку персонажі — від слуг і селян до королів і пап; де плодом авторської уяви є не тільки конкретні ситуації і життєві колізії, а й події глобального масштабу». Дія його віднесена до 15 століття — однак при читанні слід пам'ятати, що в придуманому фантастом світі після падіння Римської імперії італійські землі знову були об'єднані, хан Батий, напавши на Русь, зазнав нищівної поразки, а хрестоносці не захоплювали і не руйнували Константинополь. Як і в наступних творах, Олег Авраменко намагається зіграти не тільки на чоловічому інтересі до історії й політики, але і на жіночій пристрасті до романтики і описів сильних почуттів: любов грає в книзі не меншу роль, ніж придворні інтриги.
Роман «Всі Грані світу», з перших сторінок схожий на міську фентезі, швидко перетворився на фентезі традиційну. Інна та Владислав, котрі подружились з котом, який вміє розмовляти (згодом — конем) Леопольдом, опиняються в паралельному світі, і дізнаються, що звична нам Земля — насправді Основа Кристала, Гранями якого є інші реальності. Отримавши неабиякі магічні здібності, герої, хай і не завжди з власної волі, беруться захищати Грані від породжень Нижнього світу.
Створення в одному творі не одного світу, а цілої «обойми» паралельних всесвітів характерно для творчості Авраменка. У тих випадках, коли дія відбувається в одному всесвіті, воно «розподіляється» по різних планет — як в романах «Зірки на долонях»: у творі дається переконливе обґрунтування відродження абсолютної, практично, монархії — в космічних масштабах. Всього, що написано про космічні імперії, за життя не прочитаєш, але в останні роки все частіше зустрічаються спроби раціонального обґрунтування їх можливості, бажаності, а то й неминучості. «Галактики, як піщинки», «Реальна загроза». Критики неодноразово відзначали схожість концепцій побудови світів Авраменка з моделями з романів Роджера Желязни і Пірса Ентоні, однак, як стверджує автор, свої світи він почав конструювати, ще не підозрюючи про існування принців Амбера, а книжок Ентоні взагалі не читав. І взагалі можна сказати, що використання кельтської міфології, стає одним із основних мотивів в його творчості.
Магічні баталії та подорожі по Трактовій Рівнині, що з'єднує сусідні світи, перемежовуються постільними сценами. Опису любовного трикутника приділяється не менше уваги, ніж битвам з чорними магами; свою допомогу у вирішенні сімейних проблем головному герою пропонує навіть Господар Пекла — Веліал! Схильність автора пересичувати текст подробицями особистих стосунків героїв виглядає тим більш дивною, що в іншому стиль залишається цілком маскулінний: винаходячи світи, Авраменко суворо витримує природничу достовірність; фігурально висловлюючись, обґрунтовує появу на небосхилі зеленого сонця.

Олег отримав визнання як оригінальний «конструктор багатосвіття» і захоплюючих космологічних епопей. Недарма в одному з інтерв'ю автор стверджує: «Для мене інші світи не самоціль, а засіб здобуття повної творчої свободи. Цей прийом дозволяє позбавитися від обмежень, накладених нашою дійсністю, і поставити героїв в ту ситуацію, в якій я хочу їх бачити, а не яку диктують існуючі реалії нашого світу. Звичайно, можна заперечити, що для цього зовсім не обов'язково конструювати інші світи, достатньо лише трохи схибити проти істини в рамках існуючої реальності — в літературі такий прийом називається художнім вимислом. Так, не сперечаюся. Але, по-моєму, набагато чесніше придумати не окремих героїв і локальні події, а весь світ цілком. Напевно, тут позначився мій менталітет фізика: неважливо, чи має створювана модель хоч якесь відношення до дійсності, але вона зобов'язана бути несуперечливою. Я повинен вірити в те, що пишу, інакше в мене нічого не вийде».

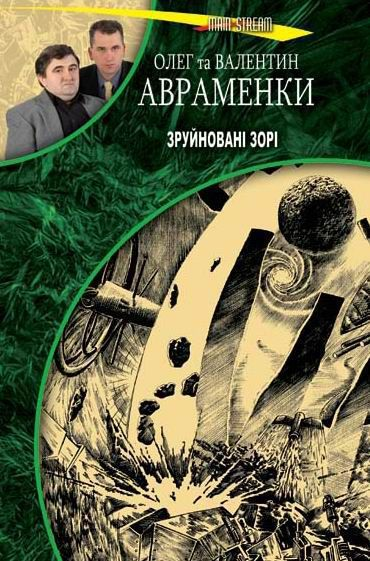
Обкладинка «Зруйновані зорі» Київ, 2007 рік.

Цикл «Джерело Всесвіту», котрий займає центральне місце у творчості Олега Авраменка, об'єднав у собі найхарактерніші риси творчості цього фантаста.
Дивовижна космологія циклу заснована на протистоянні трьох світових Стихій: Порядку, Хаосу і осереддя всіх вселенських сил — Джерела, що утримує цю боротьбу в рівновазі. Між різними світами існує особлива взаємодія, що називається резонансом буття: в будь-якому з них можуть з'явитися двійники історичних особистостей і міфічних героїв з інших світів (наприклад, Зевса, короля Артура, Цезаря, Александра Македонського, Наполеона, Арістотеля, Ейнштейна, Шекспіра, Бетховена), а під впливом визначних подій в одному світі можуть відбуватися схожі події в інших світах. Проте самі світи рівноправні з космологічного погляду, серед них не існує якихось первинних, основних, що породжують решту світів, як певні відображення реальності. Час в різних світах тече з різною швидкістю; біля Джерела ж і зовсім панує Безчасів'я. Чаклуни і відьми, здатні подорожувати між світами і використовувати сили Стихій, володіють фактичним безсмертям і практично безмежними можливостями, засновують Доми, ведуть нескінченні політичні ігри і воюють за першість. Чаклуни — «не добрі чарівники, не орден білих магів. Чаклунське співтовариство живе своїм власним життям і зайнято в основному своїми внутрішніми проблемами».
Одвічна боротьба першопочатків втілюється у протистояння на рівні окремих людей, держав, чаклунських кланів і цілих світів. З волі автора, саме чародіям з Авалону судилося бути у вирішальний момент у критичних точках простору-часу. Так, в «Сині Сутінків і Світла» Артур Пендрагон (але не той, легендарний, а його онук) з'являється фактично з небуття, щоб знайти справжню Хазяйку для Джерела. У «Зоряній дорозі» його нащадки рятують від знищення світ, в якому люди без допомоги магії зуміли освоїти космічний простір. «Збирачці Стихій» Софі з однойменного третього роману належить врятувати увесь Всесвіт. При цьому, займаючись долями всесвіту, чаклуни з Дому Артура без кінця намагаються розплутувати власні непрості любовні, а часто — кровозмісні взаємини.
У книзі «Спадкоємець Громовержця», черговий принц Сутінків, адепт Джерела Феб повинен вибрати свою долю, заодно визначивши, який жереб дістанеться всьому світу. У книзі відкриваються нові деталі світоустрою — і, хоча інцест серед чаклунів і відьом вже заборонено законом, тривають терзання особистої властивості. Детально опрацьовані світи і майстерно вибудувана інтрига роблять читання легким і захоплюючим.

## Твори
- 1991 — Я, мій чорт і… (оповідання)
- 1995 — Напередодні Армагедону: [Фрагмент з роману «Сутінки Великих»]
- Цикл «Світи Джерела» (Миры Источника)
  - 1996 — Син Сутінків і Світла (Сын Сумерек и Света)
  - 1997 — Зоряний шлях (Звездная дорога)
  - 2004 — Збирачка Стихій (Собирающая стихии)
  - 2001 — Протекторат (Протекторат)
  - 2006 — Наступник Громовержця (Наследник Громовержца)
- Дилогія «Легенда про Карсідара» / У співавторстві з Тимуром Литовченком під колективним псевдонімом Андрій Давидов.
  - 1997 — Влада блискавки (Власть молнии)
  - 1998 — Воїни Пекла (Воины Преисподней)
- Трилогія «Грані» (Грани)
  - 2000 — Всі Грані світу (Все Грани мира)(У співавторстві з братом Валентином Авраменком)
  - 2000 — Грані Нижнього світу (Грани Нижнего мира)
  - 2007 — Ігри Вишнього світу (Игры Вышнего мира)
- Дилогія «Зорі в долонях» (Звезды на ладонях)
  - 2001 — Зорі в долонях (Звезды в ладонях)
  - 2002 — Галактики, як піщинки (Галактики, как песчинки)
- Дилогія «Конори і Послідовники» (Конноры и Хранители)
  - 2003 — Заборонені чари (Запрещенное колдовство)
  - 2003 — Забороні всупереч (Запрету вопреки)
- 2003 — Сутінки Великих (У співавторстві з братом Валентином Авраменком)
- 2004 — Реальна загроза (Реальная угроза)
- 2004 — Жменя вічності (У співавторстві з братом Валентином Авраменком)
- 2005 — Принц Галлії (У співавторстві з братом Валентином Авраменком)
- 2007 — Зруйновані зорі (У співавторстві з братом Валентином Авраменком, продовження роману Жменя вічності)
  - 2013 — Небо, повне зірок (Небо, полное звезд)
  - 2013 — Первісна. Дорога на Тір Мінеган (Первозданная. Дорога на Тир Минеган)
  - 2014 — Первісна. У вирі пророцтв (Первозданная. Вихрь пророчеств)[5]

## Переклади
- Пескін M., Шродер Д. Вступний курс квантової теорії поля. — т. 1 [Архівовано 29 березня 2015 у Wayback Machine.]
- Леслі Е. Балентайн. Квантова механіка в сучасному викладі. [Архівовано 29 березня 2015 у Wayback Machine.]